# Gōtsu
Gōtsu (jap. 江津市, -shi) ist eine Stadt in der Präfektur Shimane in Japan.

## Geschichte

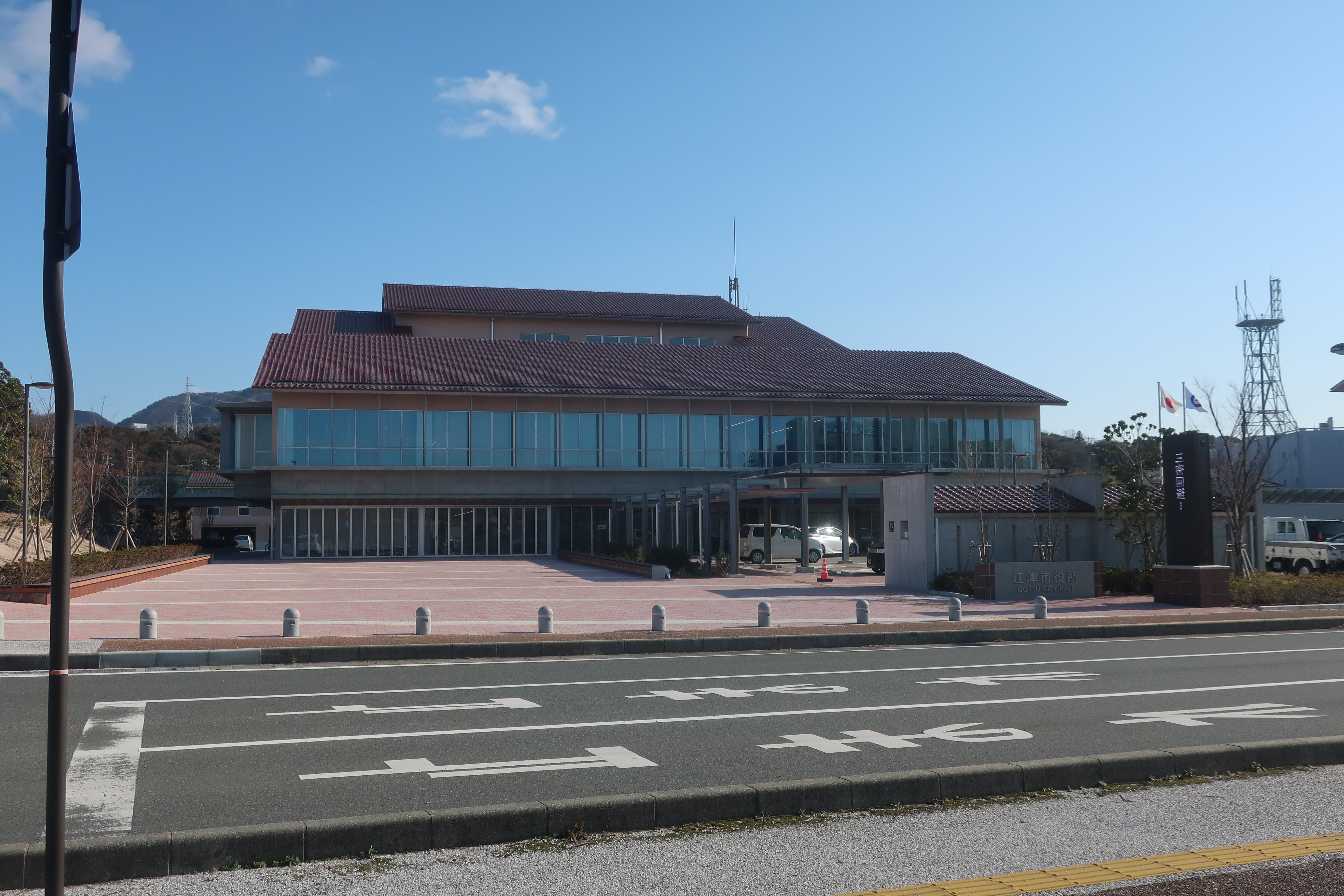
Rathaus von Gōtsu

Die Stadt Gōtsu wurde am 1. April 1954 gegründet.

## Verkehr
- Zug:
  - JR Sanin-Hauptlinie
  - JR Sankō-Linie (nach Miyoshi, eröffnet zwischen 1930 und 1975, stillgelegt 2018[1])
- Straße:
  - Sanin-Autobahn
  - Nationalstraße 9
  - Nationalstraße 186,261

## Städtepartnerschaften
- Corona, USA

## Söhne und Töchter der Stadt
- Masashi Tanaka (* 1962), Manga-Zeichner

## Angrenzende Städte und Gemeinden
- Ōda
- Hamada